# Пантано (Терни)
Пантано је насеље у Италији у округу Терни, региону Умбрија.
Према процени из 2011. у насељу је живело 52 становника. Насеље се налази на надморској висини од 104 м.